# Live in Germany 1976
Live in Germany 1976 è un album live dei Rainbow, pubblicato nel 1990 per l'etichetta discografica Connoisseur Collection. La formazione è la stessa che ha registrato "On Stage".
L'album inoltre è stato ripubblicato col titolo Live in Europe qualche anno più tardi.

## Tracce

### Disco 1
1. Kill the King – 5:25 – (Ronnie James Dio, Ritchie Blackmore, Cozy Powell)
2. Mistreated – 16:00 – (David Coverdale, Ritchie Blackmore)
3. Sixteenth Century Greensleeves – 7:50 – (Ronnie James Dio, Ritchie Blackmore)
4. Catch the Rainbow – 14:50 – (Ronnie James Dio, Ritchie Blackmore)

### Disco 2
1. Man on the Silver Mountain – 13:37 – (Ronnie James Dio, Ritchie Blackmore)
2. Stargazer – 17:10 – (Ronnie James Dio, Ritchie Blackmore)
3. Still I'm Sad – 15:00 – (Paul Samwell-Smith, Jim McCarty)
4. Do You Close Your Eyes – 9:45 – (Ronnie James Dio, Ritchie Blackmore)

## Formazione
- Ronnie James Dio - voce
- Tony Carey - tastiere
- Ritchie Blackmore - chitarra
- Jimmy Bain - basso
- Cozy Powell - batteria